# Pere Tarrés i Claret
Pour les articles homonymes, voir Tarrés (homonymie).
Pere Tarrés i Claret (30 mai 1905 - 31 août 1950), était un prêtre catholique espagnol. Diplômé en médecine, il exerce cette profession durant la guerre d'Espagne, avant de s'orienter vers la prêtrise. C'est pour s'être illustré avec exemplarité dans ces deux domaines que l'Église catholique le vénère comme bienheureux.

## Biographie

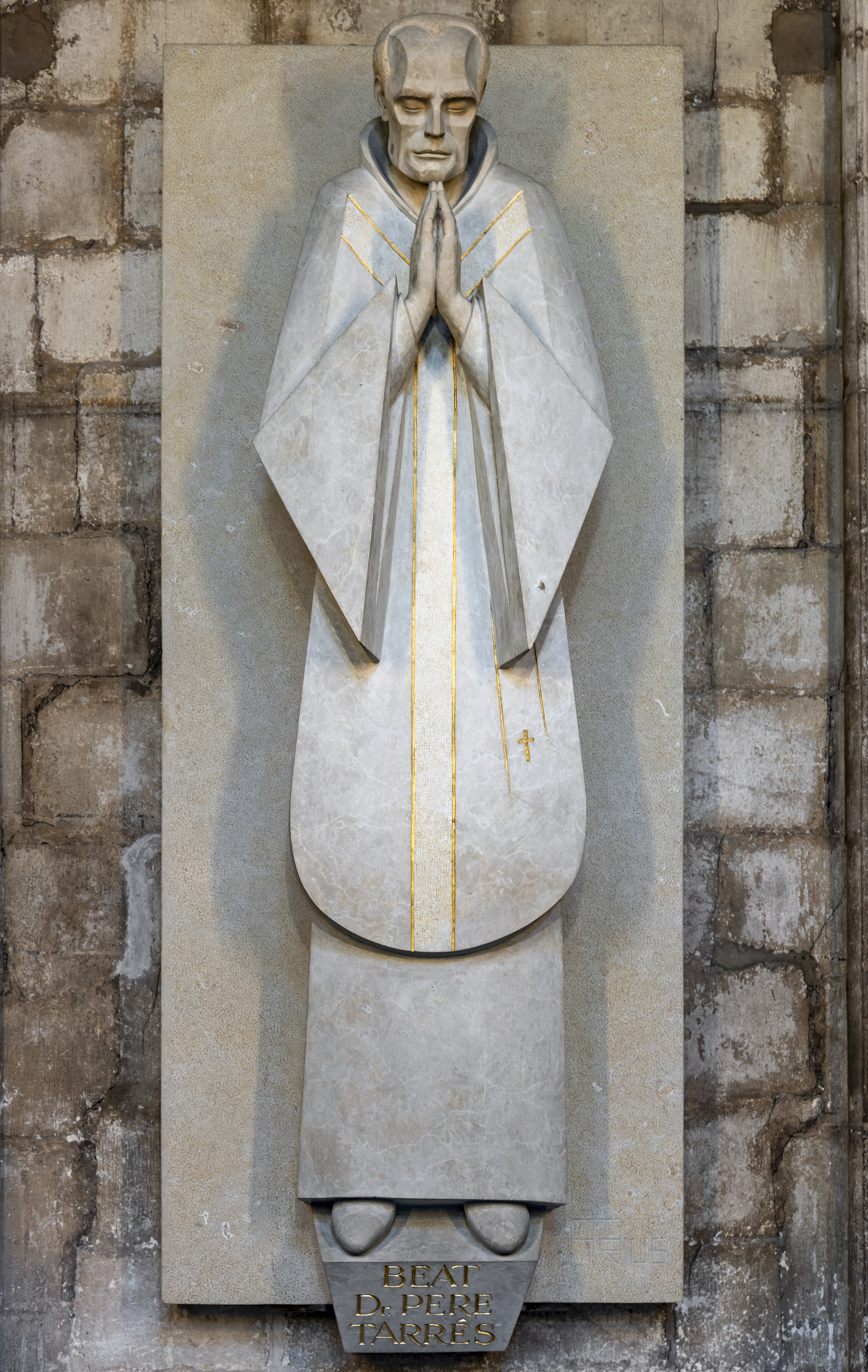
Monument dans la cathédrale de Barcelone.

Pere Tarrés i Claret naît le 30 mai 1905 à Manresa, dans une famille ouvrière et profondément religieuse. Après ses études chez les jésuites, il les poursuit à l'Université de médecine de Barcelone. Il s'engagea activement dans la Fédération des Jeunes chrétiens et dans l'Action catholique. Son dynamisme et sa grande piété lui permirent d'accéder à de nombreuses responsabilités au sein de ces mouvements
.
En 1927, pour une consécration plus complète, il fait vœu de chasteté. L'année suivante, il obtient son doctorat de médecine. Dans le même temps, il fonda la clinique « Notre-Dame de la Merci » à Barcelone, où il se distinguait pour son dévouement. Il connaissait chacun de ses patients, concevant sa profession comme une manière de vivre sa foi chrétienne. Durant la guerre d'Espagne, il apportait la communion en cachette aux malades, au péril de sa vie. En 1938, il est réquisitionné et doit servir comme médecin dans l'armée républicaine. Pendant ce temps, il se consacre à l'étude du latin, de la philosophie et de la théologie, dans le projet qui ne le quitte pas : devenir prêtre.

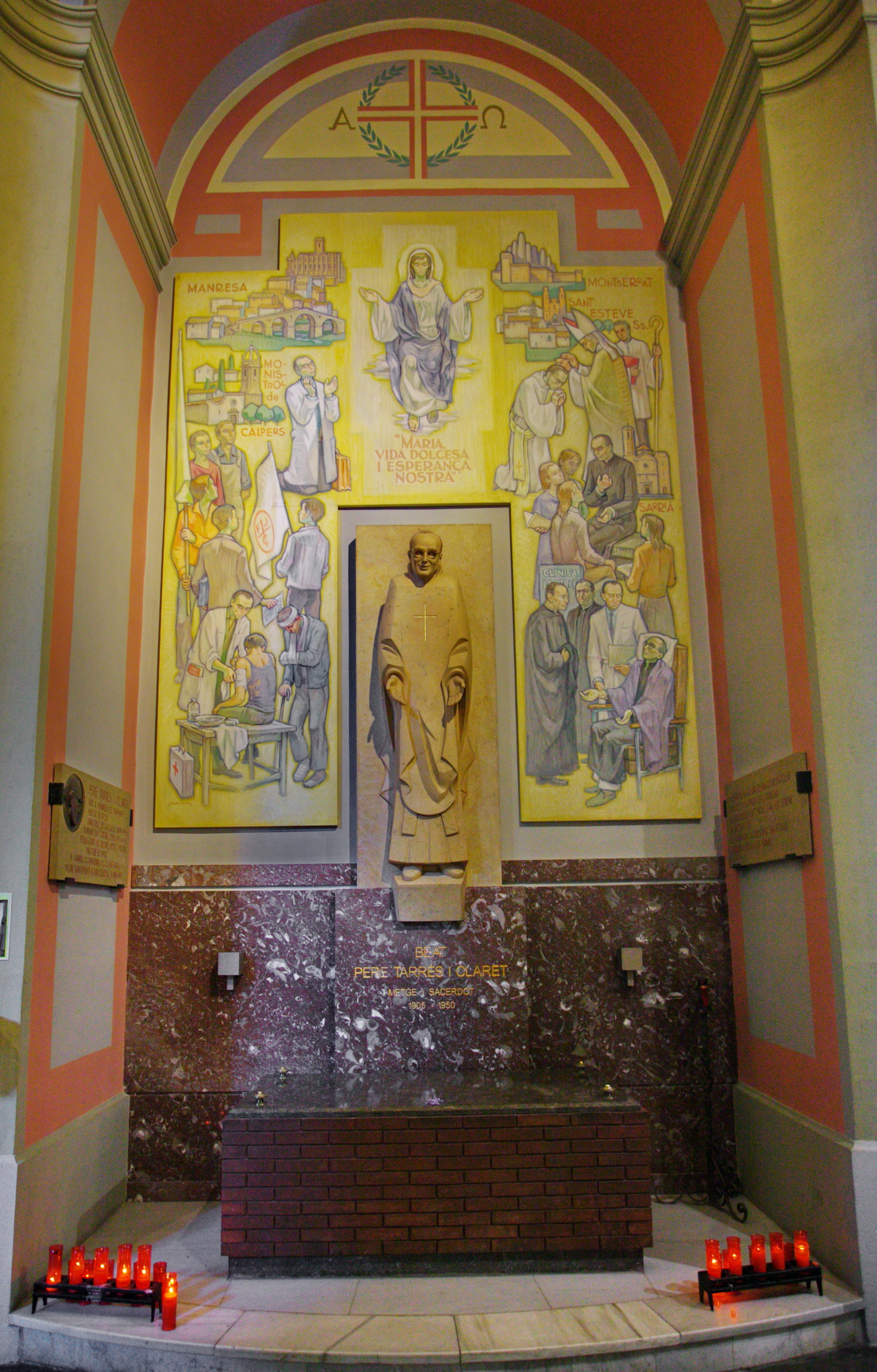
Chapelle et tombe de Pere Tarrés i Claret dans l'église de Sarrià.

la fin du conflit, il entre au séminaire de Barcelone, et reçoit l'ordination sacerdotale le 30 mai 1942. Il obtient une licence de théologie à l'université de Salamanque deux ans plus tard. Dès lors, il occupa diverses charges dans son ministère : aumônier de communautés religieuses, directeur spirituel et confesseur ou encore délégué diocésain pour la protection des femmes et pour l'enseignement catholique. « Dans chacune de ces fonctions, il laissa le souvenir d'un homme profond et dévoué » comme le dira le pape Jean-Paul II lors de sa béatification.
En 1950, on lui diagnostique un cancer. Acceptant sereinement la maladie, il s'offre pour la sanctification des prêtres, et meurt dans la clinique qu'il avait fondé, le 31 août de la même année.

## Béatification et canonisation
- 8 juillet 1982 : introduction de la cause en béatification et canonisation pour l'enquête diocésaine, menée par le diocèse de Barcelone.
- 26 mars 1993 : la cause est transférée à Rome pour y être étudiée par la Congrégation pour les causes des saints
- 22 juin 2004 : le pape Jean-Paul II reconnaît ses vertus héroïques, lui attribuant ainsi le titre de vénérable
- 5 septembre 2004 : béatification célébrée à Lorette par le pape Jean-Paul II, après la reconnaissance d'un miracle dû à son intercession.